# تاوین
تاوین (به انگلیسی: Tywyn، تلفظ: ‎/ˈtaʊ.ɪn/‎) یک شهرک در ولز است که در گوینز واقع شده‌است. تاوین ۳٬۲۶۴ نفر جمعیت دارد.